# Alexandre Gorski
Pour les articles homonymes, voir Gorski.
Alexandre Alexeïevitch Gorski, né le 6 août 1871 à Saint-Pétersbourg et mort le 20 octobre 1924 à Moscou, est un maître de ballet russe qui fut nommé artiste honoraire des théâtres impériaux en 1915.

## Biographie
Gorski est entré dans l'histoire du ballet russe en tant que réformateur de l'art théâtral. C'était un homme de talent, qui était capable de diriger un orchestre et qui avait des dons de dessinateur. Il avait donc l'ambition d'harmoniser les différentes composantes des spectacles chorégraphiques, aussi bien la mise en scène, que les décors ou les costumes avec la chorégraphie et l'esthétique de l'ensemble.
Gorski a d'abord étudié à l'école du théâtre du ballet impérial à partir de l'âge de huit ans et a eu comme pédagogues Platon Karsavine et Marius Petipa. Il est entré dans la troupe du théâtre Mariinsky en 1889. Talentueux, il a rapidement été employé pour les premiers rôles du répertoire classique et du répertoire de caractère, par exemple :
- Le prince Désiré dans La Belle au bois dormant de Petipa, sur une musique de Tchaïkovski
- La danse du Sarrazin dans Raymonda de Petipa, sur une musique de Glazounov
- La danse des Chinois dans Casse-noisette de Petipa, sur une musique de Tchaïkovski
- Arlequin dans Les Saisons et  La Ruse de Petipa, sur une musique de Glazounov

Gorski est nommé premier danseur en 1900 pour devenir aussitôt après régisseur du ballet du Bolchoï de Moscou.
Sa carrière de maître de ballet est féconde. Il commence par Clorinde, reine des fées de la montagne, ballet présenté au théâtre Michel en 1889, comme spectacle de sortie pour les élèves de l'école du ballet impérial. Il est chargé aussi la même année de mettre en scène La Belle au bois dormant au théâtre Bolchoï de Moscou. Il est régisseur du ballet du Bolchoï en 1901, premier maître de ballet du théâtre impérial du Bolchoï de 1902, jusqu'en 1924.

## Travaux de Gorski
Gorski collabore notamment avec Constantin Korovine pour les décors, dont il s'efforce de donner un aspect historique et une sensibilité russe. Son premier spectacle d'importance est Don Quichotte de Léon Minkus en 1900, puis il adapte Le Lac des cygnes de Tchaïkovski (1901, 1912, 1922) ; Giselle, ou les Wilis d'Adolphe Adam (1907, 1911, 1922); Le Petit Cheval bossu de Pugni (1901, 1912, 1914). De plus, sous l'influence du théâtre d'art de Moscou, Gorski s'intéresse à des thèmes littéraires et monte de nouveaux ballets, comme La Fille de Gudule, sur une musique d'Antoine Simon (1902) sur Notre-Dame de Paris (roman), qui met en scène une foule populaire ; Salammbo, sur une musique d'Heinrich Arends (1910), Rapide amour, sur une musique de Grieg (1913). En 1916, il crée un ballet sur la cinquième symphonie de Glazounov.
Gorski entretient des liens d'amitié avec Vladimir Stepanov à partir de 1895, avec lequel il met au point un système de notation pour répertorier tous les mouvements des ballets. Il perfectionne ce système après la mort de Stepanov et l'enseigne aux élèves de l'école du ballet impérial.